# P3P
Платформа для предпочтений конфиденциальности (англ. Platform for Privacy Preferences или P3P) — это протокол, позволяющий сайтам информировать браузер о предполагаемом получении личных данных пользователя. Протокол был разработан Консорциумом Всемирной паутины (W3C) для того, чтобы предоставить пользователям больший контроль над персональной информацией во время просмотра веб-сайтов.